# Tormac
Tormac es una comuna ubicada en el distrito de Timiș, Rumania.

## Superficie
Posee una superficie de 134,1 kilómetros cuadrados.

## Demografía
Hasta 2021 la población era de 2852 habitantes, con una densidad de población de 21,27 habitantes por kilómetro cuadrado.